# جشن تولد بزرگ باب‌اسفنجی
جشن تولد بزرگ باب‌اسفنجی یک فیلم کمدی و انیمیشن لایو-اکشن ساخته شده برای تلویزیون ۲۰۱۹ است که بر اساس سریال تلویزیونی آمریکایی باب‌اسفنجی شلوارمکعبی ساخته شده‌است. این کار توسط کاز و آقای لارنس نوشته شده‌است و توسط شرم کوهن، دیو کانینگام و آدام پالویان کارگردانی شده‌است. علاوه بر این، برایان مورانته و فرد اوسمند به عنوان کارگردانان داستانی خدمت می‌کردند، در حالی که میشل برایان، آلن اسمارت و تام یاسومی به عنوان کارگردانان انیمیشن فعالیت می‌کردند و جوناس مورگنستاین بخش‌های اکشن را نیز کارگردانی می‌کرد. ویژه، تولید شده به عنوان بخشی از فصل دوازدهم، این نمایش، در ابتدا با پخش از بیستمین سالگرد سریال، در تاریخ ۱۲ ژوئیه سال ۲۰۱۹ با پخش نیکلودئون در ایالات متحده آمریکا برگزار شد.
این مجموعه تلویزیونی ماجراهای شخصیت عنوان (صداگذاری توسط تام کنی) در شهر زیر آب بیکینی باتم را دنبال می‌کند. در ویژه، شهروندان بیکینی باتم یک جشن تولد غافلگیرکننده را برای باب‌اسفنجی برنامه‌ریزی می‌کنند، در حالی که او و پاتریک (صداگذاری توسط بیل فیجرباک) از دنیای خشکی بازدید می‌کنند و زندگی واقعی خود را تجربه می‌کنند. بخش‌های ویژه این برنامه همچنین شامل چندین ستاره میهمان از جمله کل میچل، جک گریفو، دنیلا پرکینز و دیوید هسلهاف است. این قسمت به خاطره سازنده باب‌اسفنجی، استیون هیلنبرگ، که از عوارض اسکلروز جانبی آمیوتروفیک در سال ۲۰۱۸ درگذشت اختصاص یافته‌است. پس از انتشار، این قسمت به‌طور کلی نقدهای مثبتی دریافت کرد.